# Cautires nervosus
Cautires nervosus – gatunek chrząszcza z rodziny karmazynkowatych i podrodziny Lycinae.
Gatunek ten opisany został po raz pierwszy w 1926 roku przez Richarda Kleine.
Chrząszcz o grzbietobrzusznie spłaszczonym i słabo zesklerotyzowanym ciele długości 8,9 mm. Ubarwiony jest całkowicie czarno. Czułki u samicy są ostro piłkowane, u samca zaś blaszkowate; blaszka ich trzeciego członu jest bardzo krótka; blaszki członów trzeciego i czwartego są przysadziste u nasady i osadzone w pozanasadowych częściach członów. Głowa wyposażona jest w oczy złożone o średnicach wynoszących 0,54 ich rozstawu. Przedplecze ma powierzchnię podzieloną listewkami (żeberkami) na co najmniej kilka komórek (areoli). Pokrywy mają po cztery żeberka podłużne pierwszorzędowe i po pięć żeberek podłużnych drugorzędowych. Ponadto między tymi żeberkami występują żeberka poprzeczne, dzieląc również powierzchnię pokryw na komórki (areole). Genitalia samca cechują się tęgim, w szczytowej części przeciętnie rozszerzonym prąciem.
Owad orientalny, endemiczny dla Malezji, znany tylko ze stanu Pahang.